# Erwin Rehn
Erwin Rehn (* 23. Februar 1927 in Heide; † 23. Mai 2000 in Lehe bei Lunden) war ein deutscher Autor und Widerstandskämpfer gegen den Nationalsozialismus.

## Leben

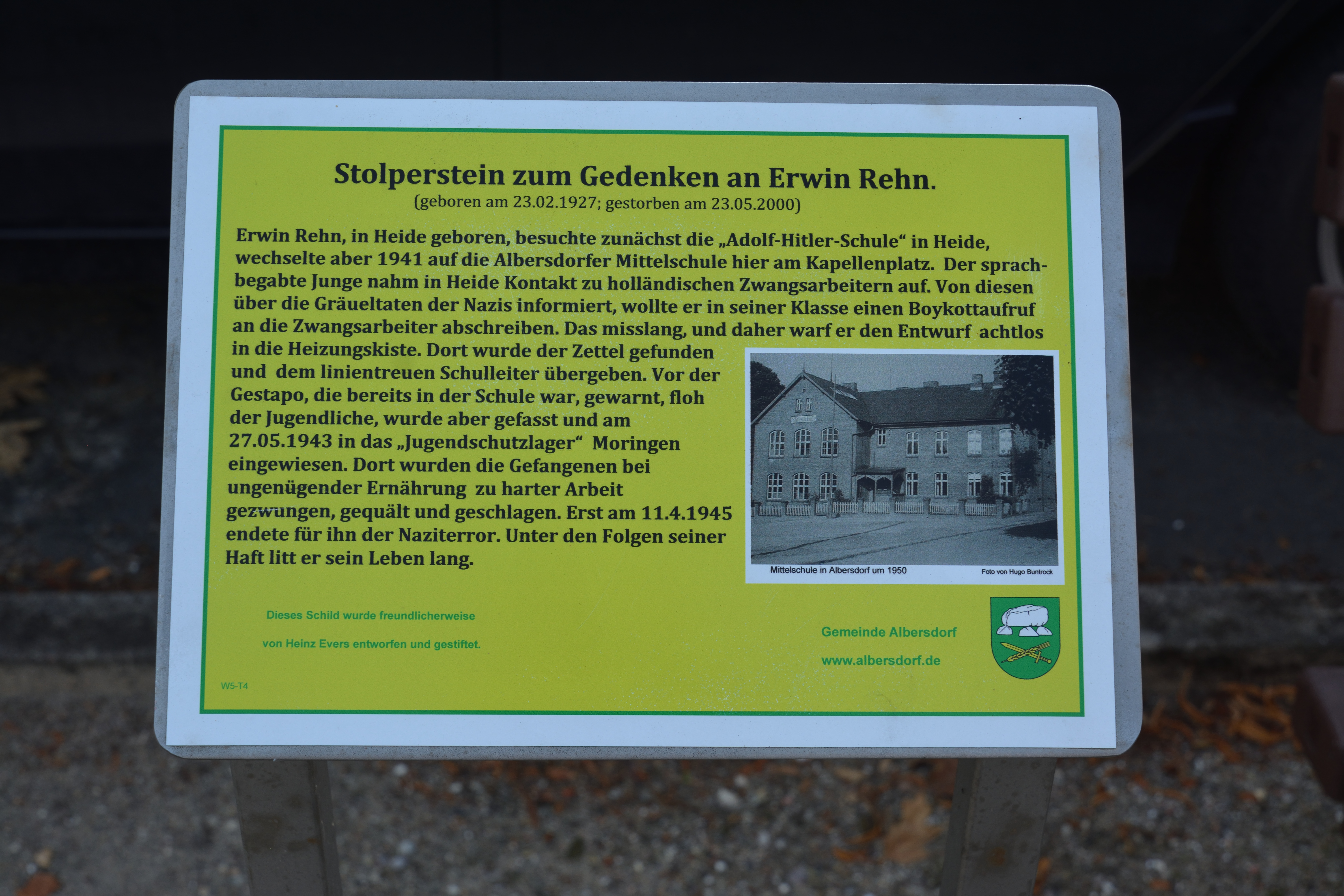
Informationstafel in Albersdorf

Erwin Rehn ist in Heide (Dithmarschen, Schleswig-Holstein) geboren und aufgewachsen. Nachdem er mit seinen Lehrern in Konflikt geraten war, wechselte er im Frühjahr 1941 von der Adolf-Hitler-Schule in Heide an die Mittelschule nach Albersdorf. Zur gleichen Zeit kam er in Kontakt mit niederländischen und dänischen Zwangsarbeitern, die er als Kurier bei der Verbreitung von Nachrichten über den Kriegsverlauf und Boykottaufrufen unterstützte. Nach zweimaliger Verwarnung wurde er 1943 im Alter von 16 Jahren wegen Konspiration mit Ausländern, der Erstellung und Verbreitung von Flugblättern aus den Reihen der Hitlerjugend unehrenhaft entlassen und durch die Gestapo verhaftet. Er war im Jugendkonzentrationslager Moringen bis zum Ende des Zweiten Weltkriegs inhaftiert, wo er unter kräftezehrender Schwerstarbeit und Lagerstrafen wie Strafsport und Essensentzug litt.
In den Nachkriegsjahren bemühte sich Rehn zunächst erfolglos um Anerkennung und Entschädigung als Verfolgter des Naziregimes: Sein Entschädigungsantrag wurde 1955 durch das Landesentschädigungsamt Schleswig-Holstein mit der Begründung abgelehnt, die Festnahme und Inhaftierung beruhe „auf einem Verhalten, das nicht nur nach nationalsozialistischer Auffassung eine strafbare Handlung, nämlich ein landesverräterisches Delikt, darstellt.“ 1970 emigrierte Rehn mit Frau und Kind nach Israel, 1973 nach Kreta. Wegen eines Leberschadens aufgrund langzeitig eingenommener Tuberkuloseheilmittel als Spätfolgen der Haft stellte die Familie in Stuttgart in einem langwierigen Verfahren einen „Verschlimmerungsantrag“. 1984 verließ Rehn erneut Deutschland und siedelte nach Straßburg über.
Seine Tochter Marie-Elisabeth Rehn schilderte in Heider Gottsleider (1992) das Leben ihres Vaters. Darin stellt sie fest, dass die zweijährige Haft die alles beherrschende, zentrale Erfahrung im Lebens des Vaters war.

## Gedenken

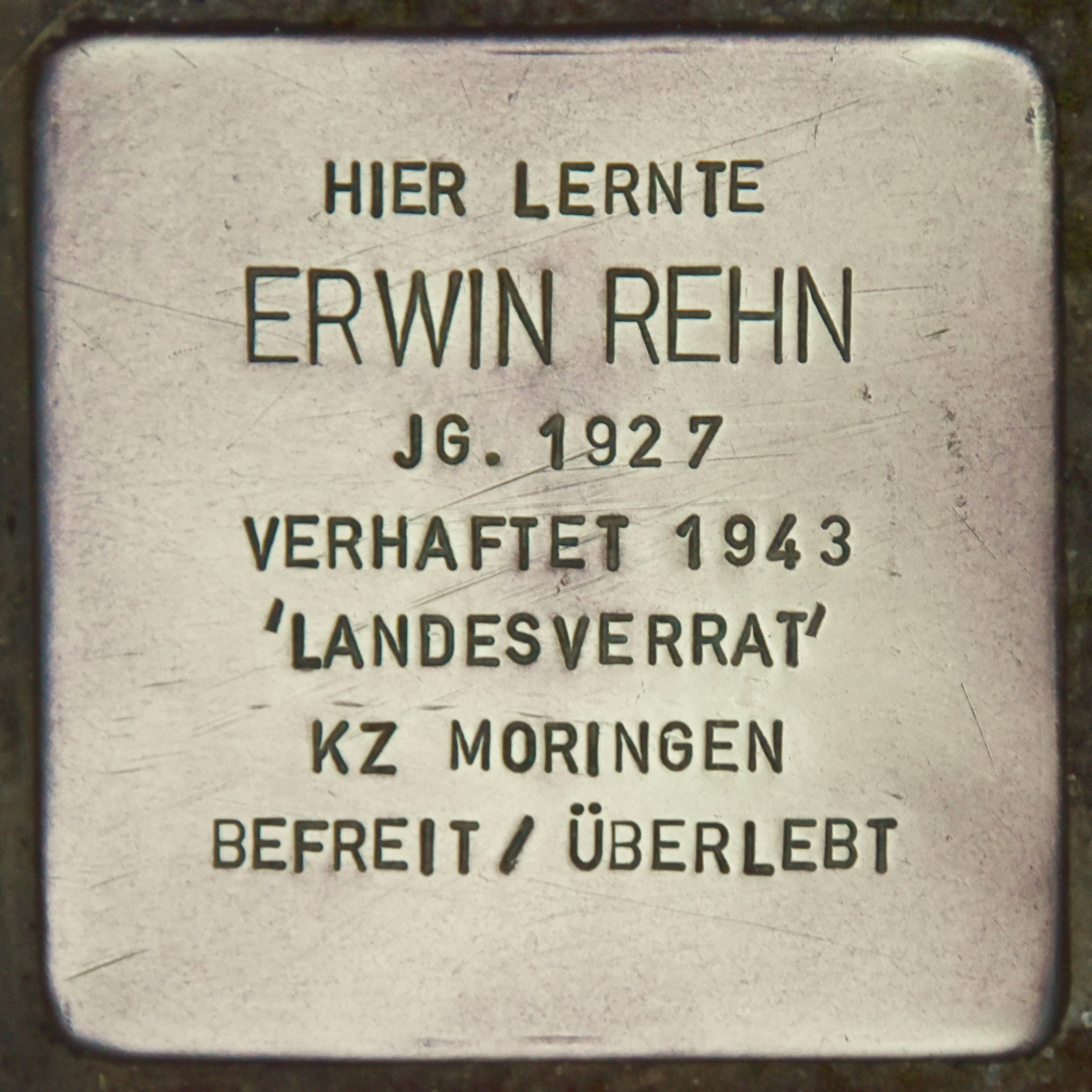
Stolperstein für Erwin Rehn

Am 18. August 2011 hat Gunter Demnig einen Stolperstein zum Gedenken an Erwin Rehn am Kapellenplatz in Albersdorf (Holstein) verlegt.

## Schriften
- Heet de Wiehnachtsmann Fiete? Pro Business, Berlin 2005, ISBN 3-939000-30-2.
- Geschichten un Döntjes um min Mudder ehr Kokbook. Rummelpott, Konstanz 1991, ISBN 3-928595-00-8.
- Die Stillschweigs. Hartung-Gorre, Konstanz 1998, ISBN 3-89649-259-4.